# Passo de Fambaque
O passo de Fambaque (em armênio: Փամբակի լեռնանցք; romaniz.: P’ambaki leṙnants’k’) é um passo de montanha na fronteira das províncias de Lorri e Aragatsotn, na Armênia, na cordilheira de Fambaque, a uma altitude de 2 152 metros. A planície de Fambaque está conectado à região de Aragatsotn pela estrada Jeraxém-Silcar.